# Bobir Abdixolikov
Bobir Alisher ugʻli Abdixolikov (ur. 23 kwietnia 1997 w Koson) – uzbecki piłkarz, występujący na pozycji napastnika, w kazaskim klubie Ordabasy Szymkent i reprezentacji Uzbekistanu.

## Kariera

### Nasaf Karszy
Abdixolikov został wprowadzony na stałe do pierwszego zespołu Nasafu 1 stycznia 2016 mając niecałe 19 lat, jednak zadebiutował w pierwszym zespole już 26 czerwca 2015 mając nieco ponad 18 lat, w meczu 14 kolejki ligi uzbeckiej przeciwko Paxtakorowi Taszkent przegranym 1:3. Grał w barwach tego klubu w Lidze Mistrzów AFC 2016 i 2018, gdzie drużyna w obu przypadkach kończyła zmagania na fazie grupowej. Zawodnik reprezentował barwy klubu przez 6 lat, podczas których udało mu się zdobyć Superpuchar Uzbekistanu.

### Ruch Lwów
W 2021 roku Abdixolikov trafił na ukraińskie boiska. Przybył w zimowym okienku transferowym, jednak nie rozegrał ani jednego spotkania i w lecie odszedł do białoruskiej Wyszejszajej lihi, a konkretnie do stołecznego klubu Eniergietyka-BDU Mińsk.

### Eniergietyk-BDU Mińsk
Pomimo że zawodnik przybył do klubu w letnim okienku transferowym, zaczął on grę w połowie sezonu, gdyż na Białorusi rozgrywki ligowe prowadzone są w systemie wiosna-jesień. Już w pierwszym sezonie Abdixolikov strzelił dwie bramki w 14 spotkaniach. W następnym sezonie, 2022, zdobył tytuł króla strzelców ligi mając na koncie 26 goli. Jest to jego jedyna nagroda indywidualna w karierze.

### Ordabasy Szymkent
Abdixolikov zadebiutował w Ordabasach w finale Superpucharu Kazachstanu, który klub przegrał 1:2. 

## Statystyki

### Klubowe[7][2]
(aktualne na dzień 2 lipca 2023)
| Klub                  | Sezon   | Liga             | Liga  | Liga   | Puchar krajowy | Puchar krajowy | Kontynentalne | Kontynentalne | Suma  | Suma   |
| Klub                  | Sezon   | Liga             | Mecze | Bramki | Mecze          | Bramki         | Mecze         | Bramki        | Mecze | Bramki |
| --------------------- | ------- | ---------------- | ----- | ------ | -------------- | -------------- | ------------- | ------------- | ----- | ------ |
| Nasaf Karszy          | 2015    | Oʻzbekiston PFL  | 1     | 0      | 0              | 0              | –             | –             | 1     | 0      |
| Nasaf Karszy          | 2016    | Oʻzbekiston PFL  | 17    | 4      | 0              | 0              | 6             | 2             | 23    | 6      |
| Nasaf Karszy          | 2017    | Oʻzbekiston PFL  | 21    | 8      | 0              | 0              | 2             | 0             | 23    | 8      |
| Nasaf Karszy          | 2018    | Oʻzbekiston PFL  | 27    | 13     | 0              | 0              | 7             | 2             | 34    | 15     |
| Nasaf Karszy          | 2019    | Oʻzbekiston PFL  | 20    | 3      | 3              | 1              | –             | –             | 23    | 4      |
| Nasaf Karszy          | 2020    | Oʻzbekiston PFL  | 25    | 17     | 3              | 0              | –             | –             | 28    | 17     |
| Nasaf Karszy          | Łącznie | Łącznie          | 112   | 45     | 6              | 1              | 15            | 4             | 132   | 50     |
| Ruch Lwów             | 2020/21 | Premier-liha     | 0     | 0      | 0              | 0              | –             | –             | 0     | 0      |
| Ruch Lwów             | Łącznie | Łącznie          | 0     | 0      | 0              | 0              | 0             | 0             | 0     | 0      |
| Eniergietyk-BDU Mińsk | 2021    | Wyszejszaja liha | 14    | 2      | 1              | 0              | –             | –             | 15    | 2      |
| Eniergietyk-BDU Mińsk | 2022    | Wyszejszaja liha | 30    | 26     | 2              | 1              | –             | –             | 32    | 27     |
| Eniergietyk-BDU Mińsk | Łącznie | Łącznie          | 44    | 28     | 3              | 1              | 0             | 0             | 47    | 29     |
| Ordabasy Szymkent     | 2023    | Priemjer Ligasy  | 17    | 6      | 6              | 1              | 2             | 0             | 19    | 6      |
| Ordabasy Szymkent     | Łącznie | Łącznie          | 17    | 6      | 6              | 1              | 2             | 0             | 25    | 7      |
| Łącznie               | Łącznie | Łącznie          | 168   | 78     | 15             | 3              | 15            | 4             | 198   | 85     |

### Reprezentacyjne[8]
(aktualne na dzień 2 lipca 2023)
| Występy i gole w reprezentacji | Występy i gole w reprezentacji | Występy i gole w reprezentacji | Występy i gole w reprezentacji | Występy i gole w reprezentacji | Występy i gole w reprezentacji | Występy i gole w reprezentacji | Występy i gole w reprezentacji | Występy i gole w reprezentacji |
| Lp.                            | Data                           | Miasto                         | Przeciwnik                     | Wynik                          | Czas                           | Gole                           | Inne                           | Rozgrywki                      |
| ------------------------------ | ------------------------------ | ------------------------------ | ------------------------------ | ------------------------------ | ------------------------------ | ------------------------------ | ------------------------------ | ------------------------------ |
| 1.                             | 08.06.2018                     | Montevideo                     | Urugwaj                        | 0:3 (0:1)                      | 46'–90'                        |                                |                                | mecz towarzyski                |
| 2.                             | 23.02.2020                     | Al Hamriya                     | Białoruś                       | 0:1 (0:1)                      | 1'–46'                         |                                |                                | mecz towarzyski                |
| 3.                             | 12.11.2020                     | Dubaj                          | Syria                          | 0:2 (0:2)                      | 1'–76'                         |                                |                                | mecz towarzyski                |
| 4.                             | 20.11.2022                     | Taszkent                       | Rosja                          | 0:0                            | 87'–90'                        |                                |                                | mecz towarzyski                |
| 5.                             | 28.03.2023                     | ?                              | Wenezuela                      | 1:1 (0:1)                      | 58'–90'                        |                                |                                | mecz towarzyski                |
| 6.                             | 14.06.2023                     | Taszkent                       | Turkmenistan                   | 2:0 (0:0)                      | 90+2'–90+3'                    |                                |                                | Puchar Narodów CAFA 2023       |
| 7.                             | 17.06.2023                     | Taszkent                       | Tadżykistan                    | 5:1 (0:1)                      | 1'–73'                         |                                |                                | Puchar Narodów CAFA 2023       |

## Sukcesy

### Klubowe
Nasaf Karszy
- Zdobywca Superpucharu Uzbekistanu: 2016

### Reprezentacyjne
Uzbekistan U-23
- Mistrzostwo Azji U-23: 2018

### Indywidualne
- Król strzelców Wyszejszajej lihi (26 goli)